# Centro de Investigaciones en Geodinámica y Astrometría
| Asteroides descubiertos: 21 | Asteroides descubiertos: 21 |
| --------------------------- | --------------------------- |
| (3913) Chemin               | 2 de diciembre de 1986      |
| (4602) Heudier              | 28 de octubre de 1986       |
| (4603) Bertaud              | 25 de noviembre de 1986     |
| (4892) Chrispollas          | 11 de octubre de 1985       |
| (5576) Albanese             | 26 de octubre de 1986       |
| (5671) Chanal               | 13 de diciembre de 1985     |
| (5769) Michard              | 6 de agosto de 1987         |
| (6375) Fredharris           | 1 de octubre de 1986        |
| (6587) Brassens             | 27 de noviembre de 1984     |
| (6820) Buil                 | 13 de diciembre de 1985     |
| (7928) Bijaoui              | 27 de noviembre de 1986     |
| (8080) Intel                | 17 de noviembre de 1987     |
| (8636) Malvina              | 17 de octubre de 1985       |
| (9553) Colas                | 17 de octubre de 1985       |
| (13499) Steinberg           | 1 de octubre de 1986        |
| (13500) Viscardy            | 6 de agosto de 1987         |
| (13739) Nancyworden         | 16 de julio de 1998         |
| (17405) 1986 VQ             | 4 de noviembre de 1986      |
| (27704) 1984 WB             | 27 de noviembre de 1984     |
| (55734) 1986 WD             | 27 de noviembre de 1986     |
| (65660) 1985 PM             | 14 de agosto de 1985        |

El Centro de Investigación en Geodinámica y Astrometría (nombre original en francés Centre de recherches en Géodynamique et Astrométrie, (CERGA), también conocido como Observatorio Astronómico de Calern, era un departamento del Observatorio de la Costa Azul (OCA). Empleaba 28 investigadores y otros tantos ingenieros y técnicos; y contaba con instalaciones en Niza, Grasse y Caussols, Francia.
Sus actividades científicas abarcaron diferentes campos, como la astronomía, la astrometría, la mecánica celeste, la geodinámica y la geodesia espacial. El CERGA fue responsable de varios instrumentos de observación, como el láser de alcance lunar, que determinaba la distancia de la Luna por la reflexión de un rayo láser en espejos especiales colocados en ella.
En 2004, la OCA se ha reorganizado y el CERGA fue disuelto.
El Centro de Planetas Menores acredita al CERGA el descubrimiento de algunos asteroides.

## Eponimia
- El asteroide (2252) CERGA fue nombrado en su honor.[2]